# 京極高供
京極 高供（きょうごく たかとも）は、江戸時代前期の大名。丹後峰山藩2代藩主。官位は従五位下主膳正。

## 略歴
元和9年（1623年）正月24日、初代藩主・京極高通の長男として江戸にて誕生。母は京極高知の娘。
寛文5年（1665年）、父が近江国水口城の在番中に死去したため、その後を受けて在番を務めた。家督は寛文6年（1666年）6月14日に継いでいる。このとき、弟の高昌に武蔵国・近江国内において1000石、高成に500石ほどを分与している。その後も水口在番を務め、延宝2年（1674年）2月28日、江戸で死去した。享年52。
跡を長男・高明が継いだ。法号は常立院然誉春山道栄。

## 系譜
- 父：京極高通（1603-1666）
- 母：京極高知娘
- 正室：松平忠明娘
  - 長男：京極高明（1660-1726）